# Botanični vrt v Christchurchu
Botanični vrt v Christchurchu, v mestu Christchurch na Novi Zelandiji, je bil ustanovljen leta 1863, ko je bil zasajen angleški hrast v spomin na slovesnost poroke princa Alberta in danske princese Aleksandre.
Vrtovi se razprostirajo na površini 21 hektarjev in ležijo ob zanki reke Avon (reka) / Ōtākaro poleg parka Hagley. Botanični vrt v Christchurchu ima različne zbirke eksotičnih in lokalnih rastlin Nove Zelandije, več zimskih vrtov, vrtec, igrišče in vremensko postajo.

## Zgodovina
- 1863 Angleški hrast, posajen za poroko princa Alberta in danske princese Alexandre
- 1882 Mednarodna industrijska razstava v South Hagley Parku. Aklimatizacijski vrtovi uradno odprti za javnost.
- 1901 Kompleks magnetnega observatorija zgrajen v domeni. Uporabljata ga raziskovalca Robert Scott in Ernest Shackleton za umerjanje svojih kompasov, preden se odpravita na Antarktiko.
- 1910 Prva domenska zabava, ki je pritegnila množico med 20.000 in 25.000 obiskovalcev. Postavljena prva faza vrta vrtnic Jamesa Younga.
- 1911 Pavov vodnjak, prvotno postavljen blizu mesta, kjer zdaj stoji umetniška galerija McDougall.
- 1914 Odprt zimski vrt Townend House
- 1923 Odprt zimski vrt (kasneje Cuningham House)
- 1926 Uradno odprta spominska rotunda godbenikov

- 1932 Odprtje umetniške galerije Roberta McDougalla[5]
- 1938 Odprt spominski vrt Cockayne
- 1955 Odprta hiša praproti
- 1960 Odprt konservatorij Garrick House
- 1967 Odprt zimski vrt Foweraker House
- 1990 Ustanovljena je bila spominska pot Kate Sheppard
- 1996 Pavov vodnjak iz leta 1996 obnovljen po skladiščenju leta 1949
- 2006 Zvon miru odkrit v vrtovih 3. oktobra
- 2009 Dr. John Clemens imenovan za kustosa
- 2014 Botanični vrt Christchurch 2014 je osvojil nagrado Supreme Design Excellence Award 2014 na mednarodni razstavi cvetja Ellerslie s hortikulturno razstavo, imenovano Burn after Reeding.[6]

## Poslanstvo
Poslanstvo botaničnih vrtov Christchurch je trojno:
- vodilni na področjih hortikulture, razstavljanja, interpretacije, izobraževanja, raziskav, mreženja, pomena za kulturo in dediščino ter spoštovanja skupnosti;
- poudarek je na novozelandski avtohtoni (avtohtoni) rastlinski pestrosti in svetovni rastlinski pestrosti;
- varovati dediščino in kulturne vrednote.

## Center za obiskovalce
Center za obiskovalce botaničnih vrtov, ki je bil odprt aprila 2014, ima kavarno, trgovino s spominki in interaktivno stalno razstavo, ki prikazuje zgodovino rastlin in vrtnarjenja v Canterburyju. V sklopu centra za obiskovalce je drevesnica Ilex, kjer se razmnožuje 10.000 rastlinskih vrst, da bi oskrbovali zimske vrtove in tudi ohranili vrste.

## Armstrong travnik
Johna Armstronga, enega prvih kustosov vrtov, se spominjajo na Armstrongovem travniku, kjer spomladi in poleti cvetijo formalne razstave petunij, begonij in salvije, s tulipani, jegliči in islandskim makom, ki prinašajo pozimsko barvo. Pavov vodnjak je bil uvožen iz Anglije in prvič postavljen na vrtu. Kip Williama Seftona Moorhousea spominja na drugega od štirih nadzornikov vlade province Canterbury. Na skrajnem koncu travnika je kustosova hiša, zgrajena leta 1920, ki se zdaj uporablja za vrhunske restavracije in izobraževanje. Na njegovem vrtu poleg dediščine in gurmanske zelenjave rastejo velika kapucinka (Tropaeolum) in zelišča.

## Zbirke

### Novozelandski vrtovi
Novozelandski vrt je na današnji lokaciji med letoma 1910 in 1927 ustanovil kustos botaničnih vrtov James Young. V nekaj desetletjih so se ti vrtovi razvili v odlično zbirko novozelandskih vrst, prepletenih in prekritih z novimi razširitvami. Vrtovi nudijo čudovito priložnost, da se izgubite pod krošnjami zrelih dreves, kot sta kahikatea (Dacrycarpus dacrydioides) in bukev.

### Novozelandski vrt ikon
Kratka zankasta pot z nekaterimi najbolj ikoničnimi in priljubljenimi avtohtonimi rastlinami Nove Zelandije. Majhen gozdiček omogoča obiskovalcem, da ujamejo pogled na divjo Novo Zelandijo in vidijo zrela drevesa in rastline, vključno legendarno srebrno praprot (Cyathea dealbata), harakeke (Phormium tenax), rimu (Dacrydium cupressinum), kōtukutuku (drevesna fuksija - Fuchsia excorticata).

### Zeliščna meja
Meja vrtov, ki je bila postavljena leta 1926, je razdeljena na dva dela, razdeljena z okrasno sončno uro, ki jo je leta 1873 predstavil nadzornik Canterburyja William Rolleston. Peščena tla na vzhodnem koncu so kot nalašč za rastline iz vročih suhih podnebij in jih Robert Robert zasenči pred vetrom. Umetnostna galerija McDougall. Pisane evropske in severnoameriške rastline, vključno s floksi (Phlox), astrami in pelargonijami (Geranium), prevladujejo na vlažnem zahodnem koncu. V najbolj senčnih območjih so značilne hoste.

### Osrednji rožni vrt
Ko so leta 1909 tu uredili prvi rožni vrt, je veljal za največjega in najlepšega v Avstralaziji, s pravokotnim rozarijem, ki je imel 132 gredic in skoraj 2500 grmov vrtnic. Rožni vrt je bil prenovljen sredi 1930-ih s štirimi potmi, ki se združujejo ob zrcalnem bazenu sredi krožne zasnove. Dvajset let pozneje je bazen zamenjala spominska sončna ura. Zdaj 104 gredice podpirajo množico sodobnih vrtnih vrtnic vzpenjavk, standardnih vrtnic in hibridnih čajevk.

### Skalnjak
Skalnjak vsebuje nekaj rastlin, ki cvetijo vse leto. Terasasta pobočja skalnjaka, obrnjena proti jugu, so idealna za gojenje številnih alpskih rastlin in večina rastlin tukaj je eksotičnih (avtohtone subalpske vrste so del novozelandske zbirke). Na drugi strani poti je Heather Garden obrnjen proti sončnemu severu, kjer rastejo številne vrste erike (Ericaceae) in vresja (Calluna). Leta 1917, ko je nastal prvi skalnjak, so vrtnarji zasadili lipov drevored. Pot so poimenovali Beswick's Walk po nekdanjem županu mesta Christchurch Harryju Beswicku.

### Spominski vrt Cockayne
Leta 1938 so novozelandski vrt razširili, da bi omogočili prostor za alpske rastline, gredice hebe (Veronica sect. Hebe) in manuke (Leptospermum). Nov dodatek je bil ustvarjen kot spomin na dr. Leonarda Cockayna (1855–1934) v čast njegovega celovitega prispevka k novozelandski botaniki, hortikulturi, ekologiji in ohranjanju narave. V 1960-ih je bil ta vrt popolnoma preoblikovan in ponovno zasajen, kot so kōwhai, hotorka, hebe in tōtara (Podocarpus totara).

### Vrt azalej in magnolij
Pod krošnjami zrelih hrastov in srebrnih brez, azaleja cveti približno mesec dni od sredine oktobra. Listopadni Rhododendron mollis so glavne prisotne vrste, njihovo spomladansko predstavo pa popestrijo izklesani cvetovi magnolij, ki cvetijo nekoliko prej, in stožčasti cvetovi divjega kostanja.

### Heritage Rose garden
Ta zbirka se je začela leta 1952 in je bila preoblikovana leta 1999. V vrtu so vrste, hibridi in sorte vrtnic, ki so jih običajno gojili v 18., 19. in zgodnjem 20. stoletju. Leta 1979 je Svetovna zveza vrtničnih društev sprejela preprosto klasifikacijo vrtnic in dediščinske vrtnice so opredeljene kot tiste, ki so bile ustanovljene pred letom 1867.

### Zbirka zmerne Azije
Vsebuje zmerno azijsko zbirko dreves in grmovnic, večina jih je s Kitajske, Japonske in Himalaje.

### Vodni vrt
Prod in pesek so s tega območja odstranili s tovorom v zgodnjih 1900-ih in uporabili za gradnjo poti okoli rastočega mesta. Jame, ki so ostale, so se razvile v skupino ribnikov. Muljasto blatno dno ribnikov je kot nalašč za rast vodnih lilij (Nymphaea) in se le redko čisti ali vznemirja. Številne vodne vrtne rastline so zelnate trajnice, ki pozimi polegajo, na primer svetlo modra Iris sibirica in navadna kalužnica (Caltha palustris). Zahodno od glavnega ribnika je tudi zbirka Yucca.

## Gozdovi

### Gozd narcis
Prvi kolonisti so v parku Hagley postavili posestvo, da bi preizkusili, kako se bodo rastline in živali z vsega sveta prilagodile novozelandskim razmeram. Canterburyjsko aklimatizacijsko društvo je razvilo območje in predstavilo evropske ribe in ptice ter majhen živalski vrt, v katerem je bilo tudi več vrst, vključno s kalifornijskim grizlijem. Leta 1928 se je aklimatizacijsko društvo preselilo in zemljišče je spet postalo del parka Hagley, narcise pa so bile posajene od leta 1933.

### Gozdni vrt
Spomladi jegliči (Primula) ustvarijo množico zgodnjih barv ob majhnem potoku Addington Brook, ki teče skozi park South Hagley do reke Avon.

### Pinetum
Pinetum je arboretum borovcev ali sorodnih iglavcev, sajenje pinetumov v vrtovih pa se je začelo že pred drugo svetovno vojno. Zbirka je dozorela v lepo prostranstvo iglavcev, vključno s številnimi vrstami in kultivarji cedre, ciprese, jelke, macesna, brina in smreke.

## Okrasne zgradbe
- Zvon miru

Botanični vrt Christchurch je bil izbran za lokacijo zvona miru na Novi Zelandiji. Ko je mesto blagoslovil Ngāi Tahu, so leta 2005 zgradili dvignjen paviljon in ga odkrili leta 2006. Ogromen 365-kilogramski zvon je napisan z angleškim World Peace Bell in japonskim sekai heiwa no kane.
Ob odkritju leta 2006 je Ngāi Tahu podaril Ira Atua Tane, izklesan kos pounamu (zelenega kamna), ki je bil postavljen v odsevni ribnik pod Zvonom. Istega leta je bil del tega pounamuja – Ira Atua Wahine – postavljen pod Te Korowai Rangimarie – skulpturo Plašč miru (avtor Kingsley Baird), ki so jo novozelandska vlada in šest mestnih svetov podarili Parku miru v Nagasakiju.
- Godbena Rotunda

Rotunda Bandsmen's Memorial je bila postavljena leta 1926 in jo je uradno odprl poslanec sir Heaton Rhodes. Rhodes, polkovnik v vojni, je pripovedoval, da je bilo po Galipoliju mogoče oblikovati le eno četo od štirih, ki so šle v bitko, saj so bile izgube tako velike. Do 1950-IH so godbe na pihala redno igrale v spominski rotundi Godbenikov in številni prebivalci Christchurcha so se ob nedeljah popoldne zbirali na koncertih.

## Zimski vrtovi
- Cuninghamova hiša

Hiša Cuningham (prvotno imenovana Winter Gardens) je bila zgrajena leta 1923 in odprta 9. avgusta 1924. Je velika, veličastna stavba arhitekturnega pomena in je uvrščena na seznam dediščine Nove Zelandije Pouhere Taonga. Prostorno stopnišče vodi do velike obrobne galerije, kjer je prikazana obsežna zbirka tropskih rastlin, kot so Dieffenbachia, Peperomia, Hoya, Banana palme, Anthurium in Dracaena. Leta 2020 je v hiši zacvetela smrdljivka (Amorphophallus titanum), ki je bila priljubljena atrakcija, kar je povzročilo dolge čakalne vrste in podaljšan odpiralni čas.
- Townend House

Prvotna Townend House je bila kupljena in prenesena iz velike rezidence v Christchurchu 'Holly Lea' s sredstvi iz zapuščine Annie Townend, bogate dedinje iz Christchurcha, ki je bila tudi lastnica Mona Vale. Sedanja Townend House je bila postavljena v letih 1955 do 1956 na mestu nekdanje istoimenske hiše. V bistvu je cvetoči zimski vrt, kjer redno gojijo priljubljene rastline v rastlinjakih. Sem spadajo Calceolaria, ciklame, begonije, nedotik (Impatiens) in primule.
- Garrikova hiša

Vsebuje najobsežnejšo javno zbirko kaktusov in sukulentov na Novi Zelandiji ter vključuje tudi dioramo, ki jo je naslikal Gordon Gee, pisec znakov in etiket za botanične vrtove od leta 1956 do 1974. Diorama prikazuje puščavski prizor od Južne Afrike do Južna Amerika.
- Hiša Gilpin

Hiša Gilpin, zgrajena v 1960-ih, je skromen zimski vrt s tropskimi zbirkami orhidej, tilandij, bromelijevk in mesojedih rastlin.
- Hiša praproti

Hiša praproti ali Fernery je bila zgrajena leta 1955 kot rezultat zapuščine Mary Rothney Orr in Jamesa Fosterja. Ozka vijugasta pot se vije skozi zbirke novozelandskih praproti, med katerimi je najpomembnejša novozelandska ikona srebrna praprot. Pod potjo se skozi hišo giblje blag potok, ki ustvarja popolno okolje za vlagoljubne praproti, kot sta Asplenium in Blechnum.
- Fowerakerjeva hiša

Fowerakerjeva hiša je bila poimenovana po Jean Foweraker, navdušenki nad alpskimi rastlinami iz Christchurcha in donatorici številnih zbirk alpskih rastlin za vrtove. Prikazi tako avtohtonih kot eksotičnih alpskih rastlin se pogosto spreminjajo, prav tako letni časi, cvetje in listje. Poleg tega je stalna razstava počasi rastočih iglavcev, ki ustvarjajo nevtralno okolje, v katerem je mogoče ceniti alpske rastline.

## Življenje ptic
Vrtovi in širše območje parka Hagley zagotavljajo osrednje mestno zatočišče za do štirideset vrst vnesenih in domorodnih ptic. Kererū (Hemiphaga novaeseelandiae) je čvrsta ptica z bleščeče zelenim zgornjim delom telesa, slezastim hrbtom in belimi prsmi. Golob, ki je sposoben prebaviti večje sadeže in razpošiljati seme, ima ključno vlogo pri obnavljanju domačih gozdov, saj njegove drhtajoče utripe kril slišimo precej preden ga opazimo. Drugi avtohtoni prebivalci grmovja sta elegantna olivno zeleni zvonec ali korimako (Anthornis melanura), ki ga pogosteje slišimo kot vidimo, in akrobatski novozelandski pahljačasti ptič (Rhipidura fuliginosa), ki leta naokoli in išče žuželke. Jate srebrnookih (Zosterops lateralis) cvrkutajo in se hranijo skupaj, pogosti pa so tudi drobni riroriro ali siva penica (Gerygone igata). Najpogostejše grmovne ptice – kos, drozg, škorec in hišni vrabec – so pripeljali v 1860-ih.

## Druge zanimivosti
- Bazen za veslanje in igrišče

Priljubljeno igrišče že vrsto let zabava generacije otrok iz Christchurcha. V bližini igrišča je bila leta 2013 posajena vrsta iz jurske dobe Wollemi Pine, prva od njegovih zasaditev na Novi Zelandiji.
- Vremenska postaja

Vremenska postaja zagotavlja dnevne odčitke že več kot stoletje. Osebje vrtov beleži podatke vsak dan ob 9. uri zjutraj. Oblačnost, vidljivost, smer vetra, padavine in druge podrobnosti posredujemo državni meteorološki službi. Lesena stavba iz leta 1940 poleg Vremenske postaje je ostanek magnetnega observatorija, ki je bil tu postavljen leta 1901. Leta 1897 je Adolf Schmidt predlagal observatorij za magnetno polje, da bi izboljšal porazdelitev magnetnih observatorijev po svetu; takrat so bili v Veliki Britaniji 4 in 5 na Japonskem, vendar le 3 južno od ekvatorja; Džakarta, Mavricij in Melbourne. Leta 1901 so zgradili magnetografsko hišo, absolutno hišo (za nebesne in magnetne meritve) ter pisarno in seizmografsko sobo. Observatorij sta slavno uporabljali kapitan Robert Falcon Scott in antarktične ekipe sira Ernesta Shackletona za magnetne raziskave v pripravah na svoje odprave. Vendar pa je elektrifikacija tramvajev leta 1905 motila magnetne meritve. Posledično je bil med letoma 1912 in 1929 v Amberleyju postavljen nov observatorij, čeprav so se nekatera dela nadaljevala, dokler zemljišče leta 1970 ni bilo vrnjeno v last mestnega sveta Christchurcha. GNS zdaj opravlja delo v Eyrewellu.
- Sprehajališče v spomin na Kate Sheppard

Spominska pot Kate Sheppard je bila odprta leta 1990 v spomin na pionirko, ki se je trdo borila za pridobitev pravice novozelandskih žensk do glasovanja. Bela kamelija je postala trajni simbol volilne pravice in dosežkov žensk na Novi Zelandiji. Ženske skupine iz Canterburyja so leta 1990 podarile vrtom 100 kamelij, kar je pomenilo začetek Spominske poti Kate Sheppard. Leta 1993 je bila ustvarjena nova sorta bele kamelije, imenovana Kate Sheppard, ki je obeležila 100. obletnico uspešne akcije.
- Razstava s cvetjem Townend House
- Ribnik pred skalnjakom
- Zeliščna meja
- Cvetje in poklon žrtvam streljanja v mošeji v Christchurchu
- Spominska rotunda godbenikov
- Cvetoče rože
- Pavov vodnjak
- Zmanjšaj in dvigni se, umetniško delo
- Jesenska drevesa
- Kustosova hiša Zeliščni vrt